# André Gérard
André Gérard (Bordeaux, 7 marzo 1911 – Tresses, 26 maggio 1994) è stato un allenatore di calcio e calciatore francese, di ruolo portiere.

## Palmarès

### Giocatore
- Coppa di Francia: 1

Bordeaux: 1940-1941

### Allenatore
- Campionato francese: 1

Bordeaux: 1949-1950